# Рафальский, Сергей Милич
Серге́й Ми́лич Рафа́льский (19 (31) августа 1896, с. Холонёво, Владимир-Волынский уезд — 13 ноября 1981, Париж) — русский поэт, прозаик, публицист первой волны эмиграции.

## Биография
Родился в семье православного священника. В 1914 окончил гимназию в Остроге и поступил на юридический факультет Петроградского университета; весной 1917 перевёлся в Киевский университет Св. Владимира. Работал секретарём Партии народной свободы. В 1918 член редакционной коллегии журнала «Богема» в Остроге, где впервые появились его стихи.
В ходе Гражданской войны оказался на польской территории. В начале 1921 записался вольноопределяющимся Третьей Русской армии генерала Б. С. Пермикина, подчинённой П. Н. Врангелю. Вскоре армия была расформирована, её остатки были интернированы поляками в лагеря для военнопленных. Рафальскому удалось сбежать из эшелона между Збаражем и Тернополем и вернуться в Острог, по Рижскому мирному договору отошедший Польше. Состоял в «Народном Союзе Защиты Родины и Свободы» Б. В. Савинкова.
В середине ноября 1921 перебрался в Прагу, где в 1924 окончил Русский юридический факультет в Праге. В декабре 1921 вместе с Н. Дзевановским основал Литературно-художественный кружок при Культурно-просветительском отделе Союза русских студентов в Чехословацкой республике. По инициативе Рафальского в кружок был приглашён приехавший из Варшавы А. Л. Бем, с приходом которого кружок преобразовался в ставший знаменитым «Скит поэтов». В 1920-е активно публикуется как поэт и журналист в журналах «Сполохи», «Перезвоны», «Студенческие годы», «Своими путями», «Воля России», газете «За Свободу!». Был близок сменовеховцам.
В конце 1920-х предпринял попытку вернуться в Россию, но сотрудник консульства предупредил его, что там он наверняка будет подвергнут репрессиям. Получив формальный отказ, в 1930 вместе с женой уехал в Париж. Работал декоратором в мастерской Д. Кнута, в фотоателье. От общественной и литературной деятельности постепенно отошёл.
Со второй половины 1950-х вернулся в литературу, публиковал статьи, стихотворения, рассказы. С 1958 г. постоянный сотрудник нью-йоркской газеты «Новое русское слово», с 1967 — парижской «Русской мысли».

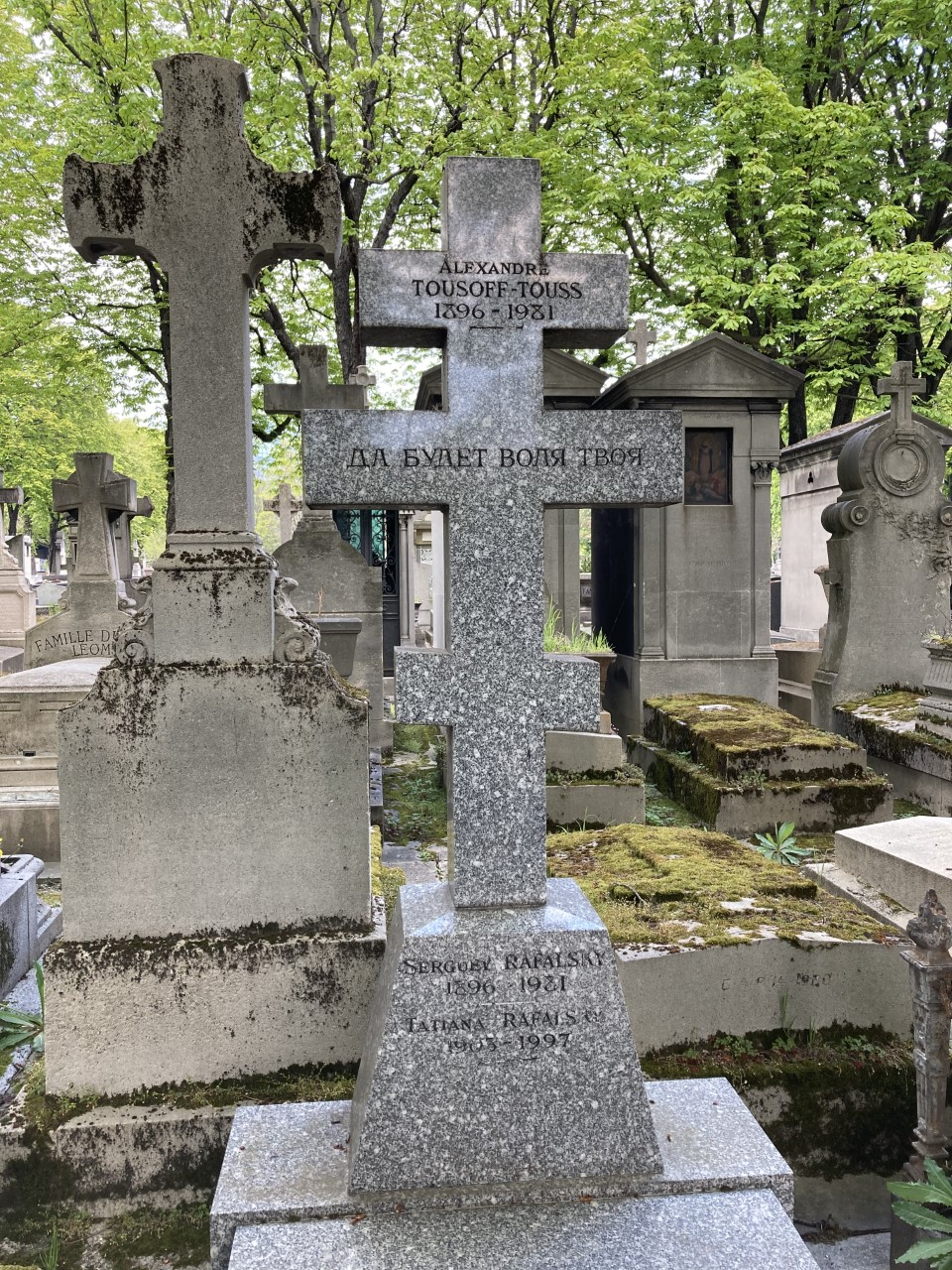
Могила

Через три года после смерти в Лондоне вышли его мемуары «Что было и чего не было. Вместо воспоминаний».

## Сочинения
- Класс творческой мысли // «За чертой», Praha, № 1, 1922
- Искушение отца Афанасия // «Возрождение», № 59, 1956
- За чертой: Стихи. Вст. статья Э. М. Райса. — Париж: Альбатрос, 1983.
- Что было и чего не было: Вместо воспоминаний / Вступ. статья Б. Филиппова. — Лондон: Overseas Publications Interchange Ltd, 1984.
- Николин бор. — Париж: Альбатрос, 1984.
- Их памяти…: Статьи. — Париж: Альбатрос, 1987.